# Serria Tawan
Serria Tawan (nacida el 4 de septiembre de 1978) es una modelo, actriz y escritora afroestadounidense. 

## Carrera
Fue elegida por Playboy como Playmate del Mes en noviembre de 2002 y ha aparecido en numerosos vídeos de Playboy. Ha aparecido como invitada en una edición especial Playmates vs. Bachelors de Family Feud.

## Escritora
Ha publicado un libro con otras dos playmates titulado The Bunny Book: How To Walk, Talk, Tease, and Please Like a Playboy Bunny.